# ヨコタコーポレーション
株式会社ヨコタコーポレーションは、日本の製造会社である。本社は徳島県吉野川市川島町学。

## 概要
1960年（昭和35年）4月14日に創立。ベアリングレース旋削加工、自動車部品旋削加工、自動化機械、自動検査機、油圧単能機、NC旋削機等の設計製造販売、リユースストアの運営（ＦＣ加盟）、ホームセンターの運営、新築、リフォーム等住宅関連事業（関連会社：ヨコタホーム）を行っている。

## 沿革
- 1960年4月14日 - 横田精工株式会社を設立（ベアリングの旋削加工を開始）。
- 1974年 - 販売会社として関西横田商事株式会社を設立。
- 1990年 - 横田精工株式会社を株式会社ヨコタコーポレーションに社名変更。
- 2003年 - ISO9001認証登録（精密加工部）。
- 2008年 - 株式会社ハウジングセンターヨコタを吸収合併。
- 2008年 - 環境省　エコアクション21認定。
- 2014年 - 徳島県企業BCP認定。

## 営業所
- 本社- 徳島県吉野川市川島町学字辻4-2
- 鴨島オフィス - 徳島県吉野川市鴨島町鴨島156-4
- 精密加工部
  - 川島工場 - 徳島県吉野川市川島町学字辻4-2
  - 市場工場 - 徳島県阿波市市場町切幡字南田64
- 機械部
  - 機械工場 - 徳島県吉野川市川島町学字辻4-2
- 流通事業部
  - 藍住エコタウン - 徳島県板野郡藍住町東中富朏傍示50-1
  - ハードオフ(6店舗運営) 店舗一覧
    - ハードオフ神戸星陵台店は当社運営だがホビーオフ・オフハウス・ふるほんたうんはアグロエコリユースファクトリーが運営。
- ヨコタホーム - 徳島県板野郡藍住町東中富朏傍示49-1